# Louis Franck
Louis Marie François Franck (Anversa, 28 novembre 1868 – Wijnegem, 31 dicembre 1937) è stato un politico e avvocato belga fiammingo, statista liberale.

## Biografia

### Formazione
Nato ad Anversa, ha iniziato la sua formazione al Koninklijk Atheneum di Anversa, dove è stato influenzato dallo scrittore fiammingo e politico liberale Jan Van Beers, e ha conseguito una laurea in giurisprudenza presso la Libera Università di Bruxelles (ora diviso tra l'Université Libre de Bruxelles e la Vrije Universiteit Brussel). Come studente, fu uno dei co-fondatori del secolare Cercle Universitaire umanista (1887), scrisse per il Journal des Etudiants (1889) e nel 1890 fu fondatore-presidente del Cercle Universitaire de Criminologie.

### Carriera lavorativa e politica
Nel 1890, ha intrapreso la professione di avvocato ad Anversa e si è specializzato in diritto marittimo internazionale. Come presidente della Conférence du Jeune Barreau (Lega dei giovani avvocati) e come membro della Vlaamse Conferentie der Balie (Lega fiamminga dei bar), volle promuovere l'uso dell'olandese in tribunale (mentre la lingua utilizzata in quegli anni era il francese). Nel 1899 fu uno dei co-fondatori del Bond der Vlaamsche Rechtsgeleerden (Lega degli avvocati fiamminghi), di cui divenne presidente nel 1912.
Nel 1906, si candidò come membro del parlamento belga, di cui sarebbe rimasto membro fino al 1926. Si impegnò per un graduale miglioramento dell'uso della lingua olandese nelle Fiandre, con la legge Franck-Paul Segers sull'uso dell'olandese nell'istruzione secondaria nelle scuole pubbliche (1910). Da allora ha combattuto a fianco del cattolico Frans Van Cauwelaert e del socialista Camille Huysmans (insieme furono chiamati i tre galli cantanti) per l'uso dell'olandese all'Università di Gand. Ciò lo portò all'apice della sua popolarità nelle Fiandre. Nel 1911 prestò giuramento, come candidato del partito liberale di Anversa, come membro del Consiglio municipale di Anversa.
Nel 1915 è stato co-fondatore e presidente del Comitato per gli affari e il cibo della provincia di Anversa e consigliere per il porto di Anversa. Durante l'occupazione tedesca del Belgio nella prima guerra mondiale, Franck (sotto l'influenza del re e del governo belga) fungeva da presidente della Intercommunale Commissie van Notabelen, l'attuale organismo dirigente di Anversa e dei comuni limitrofi. Ha condotto un'attenta politica in cui le dispute linguistiche (olandese contro francese) hanno dovuto riposare durante la guerra. Ha apertamente condannato la collaborazione con i tedeschi (attivismo) e divenne la personificazione della resistenza nelle Fiandre.
Sebbene, nel 1916, avesse detto che la lotta per i diritti fiamminghi doveva essere continuata dopo la guerra, lui stesso non ne fu più coinvolto. Dopo la guerra divenne Ministro delle Colonie (1918-1924), e il 27 settembre 1926 succedette a Fernand Hautain come governatore della Banca nazionale del Belgio e, insieme a Paul van Zeeland, guidò questo istituto per molti anni in una dinamica in modo autocratico e auto-oppresso. Gustave Sap attaccò la politica della Banca nazionale nel suo discorso del 16 marzo 1937 e anche il politico socialista Henri de Man lo attaccò sulla sua politica nel 1937.
Fu membro della Massoneria.
Louis Franck si suicidò a Wijnegem, mentre era in corso un'indagine giudiziaria.

## Pubblicazioni
Franck ha pubblicato su numerose riviste, tra cui: De Vlaamsche Kunstbode, De Nederlandsche Dicten Kunsthalle, De Vlaamsche School, Vlaamsche Conferentie der Balie van Antwerpen, De Vlaamsche Gids, Rechtskundig Tijdschrift e altre riviste giuridiche.
- L'évolution morale et la crise pessimiste à la fin du XXIX siècle, 1893
- Taal en nationaliteit, 1896
- Le Mouvement Flamand et von Bissing, 1922
- De democratie en de liberale partij, 1924
- Congo, land en volk, 1926
- La stabilisation monétaire en Belgique et ses résultats après vingt mois, 1928
- La question des langues au Congo, 1929
- De Belgische nationaliteit en de Vlaamsche Beweging, 1930
- 1914-1918. En pays occupé. L'oeuvre de secours et d'alimentation et la résistance civile, 1932